# LTE International Airways
LTE International Airlines was een Spaanse luchtvaartmaatschappij met thuisbasis in Palma de Mallorca.

## Geschiedenis
LTE International Airlines werd opgericht in 1987 door de L.T.U. uit Duitsland. In 2000 werd de maatschappij geheel onafhankelijk en in 2002 kwam ze in handen van de Volare Group en werd de naam gewijzigd in Volar Airlines. Na het faillissement van de Volare Group werd de oude naam weer ingevoerd.
Op 17 oktober 2008 kondigde LTE International Airways aan dat wegens financiële problemen alle vluchten worden gestaakt. LTE was hiermee de tweede Spaanse chartermaatschappij die haar activiteiten stopzette in korte tijd

## Bestemmingen
LTE International Airlines voerde lijnvluchten uit naar: (september 2007)
- Milaan, Palma de Mallorca, Rome.

## Vloot
De vloot van LTE International Airlines bestond uit: (september 2007)
- 6 Airbus AB320-200